# Madame Mars
Jeanne-Marguerite Salvetat, dite Madame Mars, est une actrice française née le 19 février 1748 à Carcassonne et morte le 21 février 1838 à Paris.

## Biographie
Maitresse à 20 ans de Louis XV en 1768.
Le 6 avril 1775, elle donne naissance à Alphonse Pierre Salvetat, chef d'escadron aux Lanciers de Paris, Chevalier de la Légion d'Honneur.
Elle débute à la Comédie-Française en 1778.
En 1779, elle eut une union avec le comédien Monvel et donna naissance à la future comédienne de la Comédie-Française Anne-Françoise-Hippolyte Boutet, dite Mademoiselle Mars.
Retraitée de la Comédie-Française en 1781.
Elle est l'aïeule de l'entrepreneur social Jean-Christophe Crespel.